# Presbyornis
Il presbiornite (gen. Presbyornis) è un uccello estinto imparentato con le anatre, appartenente agli anseriformi. I suoi resti fossili sono stati ritrovati in terreni del Paleocene superiore e dell'Eocene inferiore (tra 60 e 50 milioni di anni fa) in Nordamerica e (forse) in Mongolia e in Europa.

## Descrizione
Questo animale assomigliava a una grossa oca dalle zampe molto allungate; le dimensioni variavano da quelle di un'oca (nella specie P. pervetus) a quelle di un cigno (P. isoni), ma l'intero animale doveva apparire molto più grande a causa della notevole lunghezza delle zampe e del collo. Lo scheletro del presbiornite mostra una commistione di caratteristiche tipiche degli uccelli trampolieri e delle anatre. Il cranio, in particolare, è molto simile a quello di un'anatra a causa del becco largo e piatto, ma lo scheletro è sprovvisto di quelle specializzazioni adatte al nuoto caratteristiche degli anseriformi evoluti.

## Resti fossili
I ritrovamenti fossili della specie Presbyornis pervetus sono stati ritrovati in gran quantità nella formazione di Green River (Eocene inferiore del Wyoming). I numerosi resti suggeriscono che questi uccelli nidificavano in colonie e forse erano soggetti a epidemie di botulino, come accade oggi a molte specie di uccelli caradriiformi. La specie P. isoni, invece, è nota attraverso fossili molto incompleti provenienti dal tardo Paleocene del Maryland. Altri resti forse ascrivibili a Presbyornis provengono da altri depositi nordamericani del tardo Eocene-primo Oligocene, dall'Eocene inferiore della Mongolia e dall'Eocene del Belgio.

## Classificazione
Il presbiornite è considerato un primitivo anseriforme dalla maggior parte degli studiosi, ma alcuni paleontologi lo considerano solo lontanamente imparentato al gruppo di cigni e oche; in quest'ottica, Presbyornis e i suoi parenti (Presbyornithidae) costituirebbero un gruppo dalle affinità riscontrabili anche in altri ordini di uccelli (caradriiformi, ciconiiformi), estintosi senza lasciare discendenti. Rappresentanti di questi animali sono noti fin dal Cretaceo superiore (Vegavis, Telmabates).